# Обеликс
Обеликс (француски: Obélix), у старијим преводима познат и као Трбоје, јесте измишљени јунак, херој са надљудском снагом коју је добио када је као мали упао у казан са чаробним напитком, што за последицу има перманентно дејство напитка, за разлику од осталих Гала, код којих дејство напитка има ограничено временско трајање. Његов посао, када не бије Римљане, је испорука менхира (камених споменика). Има малог пса који се у преводима зове Гаровикс или Идефикс (Idéfix на француском).
Обеликс има неутољив апетит, а омиљена храна су му дивљи вепрови, које лови са Астериксом. Обеликс је добричина, али није најбистрији и све важне одлуке препушта Астериксу.

## Занимљивости
Обеликс је најчешће представљен како носи обелиск – док је његово име у ствари прикладно-комична игра тих речи. Због овога се неретко дешава да споменик од камена неко назове "обеликсом", што је веома тежак лапсус ако је у питању споменик страдалима у рату или други озбиљан историјски споменик у виду обелиска.